# Marco Terán
Marco Terán (ur. 24 września 1950 w Pichincha) – ekwadorski zapaśnik walczący w obu stylach. Dwukrotny olimpijczyk. Odpadł w eliminacjach turnieju w Meksyku 1968 i Montrealu 1976. Zajął czwarte miejsce na igrzyskach panamerykańskich w 1971 i 1975. Złoty medalista igrzysk boliwaryjskich w 1970 roku.